# Conflans-sur-Anille
Conflans-sur-Anille là một xã thuộc tỉnh Sarthe trong vùng Pays-de-la-Loire tây bắc nước Pháp. Xã này có diện tích 31 km2, dân số năm 2006 là 598 người.